# Picagres
Picagres es un distrito del cantón de Mora, en la provincia de San José, de Costa Rica.
El distrito se caracteriza por su ruralidad generalizada y por ser destino de turistas y ciclistas por su variada geografía y recursos naturales. Además, el distrito es uno de los menos poblados y con menor densidad poblacional del cantón y de la provincia.

## Toponimia
El nombre de distrito se debe al río Picagres, el cual se utiliza para delimitar algunas las fronteras del distrito.

## Historia
El distrito de Picagres surgió después de la fundación del cantón, al segregarse del también distrito de Piedras Negras en la década de 1910. Inicialmente con 27,33 km², el distrito experimentó un diminuto ordenamiento territorial antes del censo del año 2000 que le dio la extensión territorial actual.

## Ubicación
Se ubica en el oeste del cantón, limita al norte con el cantón de Alajuela y de Atenas, al oeste con el cantón de Puriscal y al oeste con el distrito de ¿Picagres?.

## Geografía
Picagres cuenta con un área de 27,16 km² y una altitud media de 520 m s. n. m.

## Demografía
Para el año 2022, Picagres cuenta con una población estimada de 1111 habitantes, y para el último censo efectuado, en 2011, Picagres contaba con una población de 675 habitantes.

## Localidades
- Poblados: Cordel, Chucás, Jateo, Llano Grande, Monte Frío (Potrerillos).

## Transporte

### Carreteras
Al distrito lo atraviesan las siguientes rutas nacionales de carretera:
- Ruta nacional 136

## Concejo de distrito
El concejo de distrito del distrito de Colón vigila la actividad municipal y colabora con los respectivos distritos de su cantón. También está llamado a canalizar las necesidades y los intereses del distrito, por medio de la presentación de proyectos específicos ante el Concejo Municipal. El presidente del concejo del distrito es el síndico propietario del partido Nueva Generación, Carlos Bermúdez Chacón.
El concejo del distrito se integra por:
| #                       | Partido                     | Nombre                       |
| Síndico propietario     | Síndico propietario         | Síndico propietario          |
| ----------------------- | --------------------------- | ---------------------------- |
| 1                       | Partido Nueva Generación    | Carlos Bermúdez Chacón       |
| Síndico suplente        |                             |                              |
| 2                       | Partido Nueva Generación    | Aldemira Chacón Ramírez      |
| Concejales propietarios |                             |                              |
| 3                       | Partido Nueva Generación    | Laura Trejos Oviedo          |
| 4                       | Partido Nueva Generación    | David Solís Alpízar          |
| 5                       | Partido Nueva Generación    | Deyanira Mora Elizondo       |
| 6                       | Partido Nueva Generación    | Sidy Antonio Bermúdez Flores |
| Concejales suplentes    |                             |                              |
| 7                       | Partido Nueva Generación    | Wainer Gerardo Gómez Fallas  |
| 8                       | Partido Nueva Generación    | Giselle Bermúdez Agüero      |
| 9                       | Partido Nueva Generación    | Rafael Monge Corrales        |
| 10                      | Partido Liberación Nacional | Arminda Chacón Ramírez       |